# فرگشت پیش‌رونده

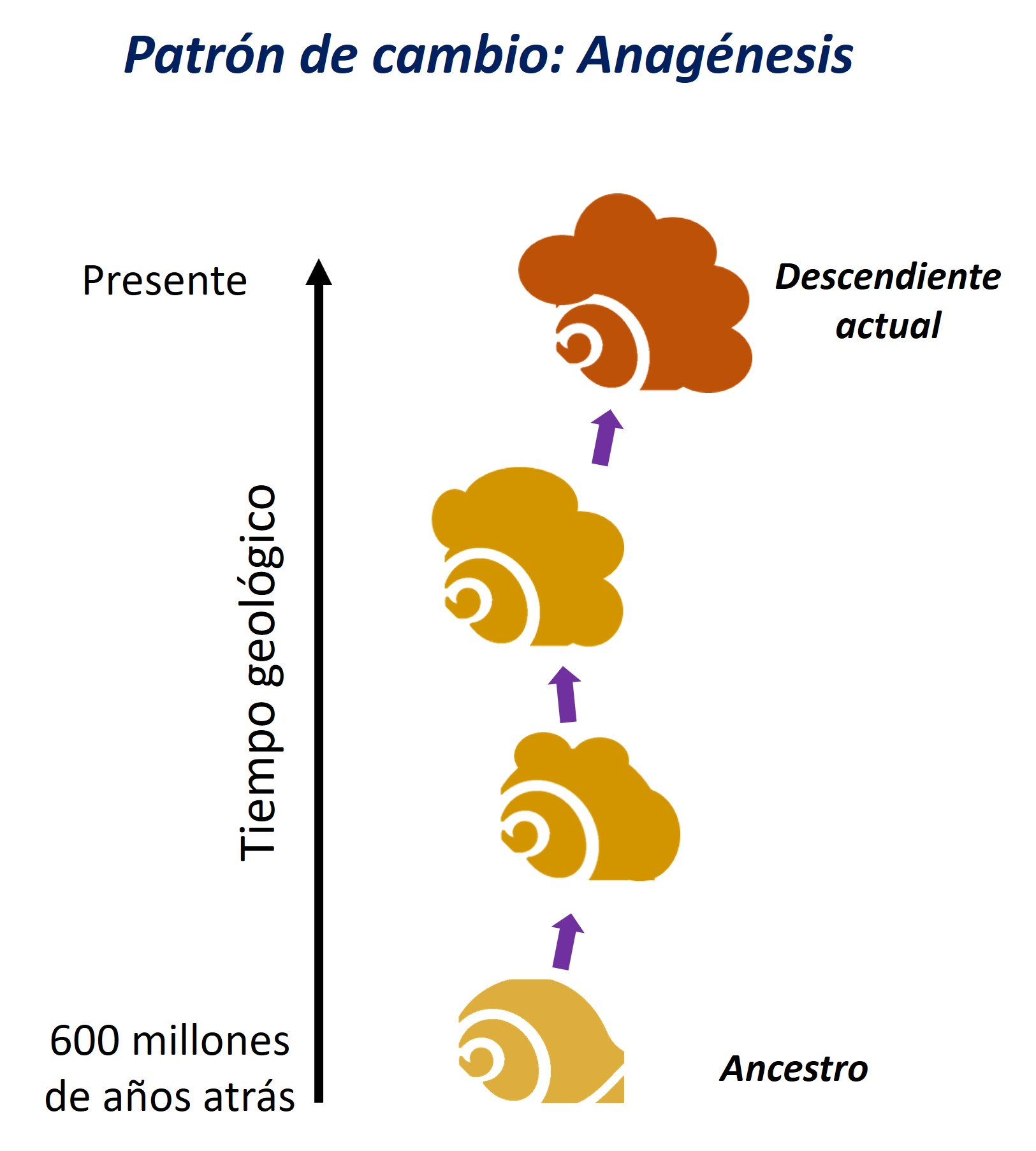
فرگشت پیش رونده

فرگشت پیش‌رونده (به انگلیسی: Anagenesis)، فرگشت تدریجی گونه‌ای است که به عنوان یک جمعیت درون‌آمیزی به حیات خود ادامه می‌دهد. این موضوع در تضاد با تبارشاخه‌زایی (cladogenesis) است، که زمانی رخ می‌دهد که شاخه یا شکاف وجود دارد، سبب دو یا چند دودمان و در نتیجه گونه‌های جداگانه می‌شود. فرگشت پیش‌رونده همیشه سبب تشکیل یک گونه جدید از یک گونه اجدادی نمی‌شود. هنگامی که گونه‌زایی رخ می‌دهد و دودمان‌های مختلف منشعب می‌شوند و درون‌آمیزی متوقف می‌شوند، ممکن است یک گروه هسته‌ای به عنوان گونه اصلی تعریف شود. فرگشت این گروه، بدون انقراض یا انتخاب گونه، فرگشت پیش‌رونده است.